# Фарго (филм)
Вижте пояснителната страница за други значения на Фарго.
„Фарго“ (на английски: Fargo) е британска криминална черна комедия от 1996 година на Джоел и Итън Коен. За този филм двамата получават наградата за най-добър режисьор на кинофестивала в Кан през 1996 година, както и седем номинации за „Оскар“, печелейки наградите за най-добър оригинален сценарий и най-добра актриса във водеща роля (Франсис Макдорманд).
През 2014 година е създаден сериал по филма, носещ същото име.

## Сюжет
Внимание:  Текстът по-долу разкрива сюжета на произведението (или части от него)!
Джери (Уилям Мейси) е търговец на автомобили в Минеаполис, Минесота. Поради финансови проблеми той решава да наеме двама гангстери, които да отвлекат жена му и чрез нея да изнудва богатия си тъст за пари. Първоначално планът е добре организиран, но впоследствие се обърква и се стига до неочаквани убийства. По следите на случилото се е амбицирана полицайка (Франсис Макдорманд), която е устремена да реши случая въпреки напредналата си бременност.